# 牧村旬子
牧村 旬子（まきむら じゅんこ、1944年12月6日 - ）は、日本の歌手、作曲家。

## 経歴
7歳の頃からジャズ、シャンソンを米軍キャンプなどで歌い歩くうち、テイチクにスカウトされる。昭和36年、17歳の頃に「死ぬほど愛して」でレコードデビュー。同年、石原裕次郎とのデュエットで知られる「銀座の恋の物語」が大ヒットとなった。当時の芸名は牧村旬子（まきむら みつこ）。その後、牧村純子（まきむら じゅんこ）→牧村旬子（まきむら じゅんこ）と改名した。1963年、ポリドールに移籍。1977年、フリーになる。「銀座の恋の物語」は今でもカラオケのスタンダードナンバーとして歌いつがれている。以後「ひとつの心」「振り向いてmy life」をCD発売。